# 汽车总动员2 (游戏)
《赛车总动员2》是一款根据2011年同名电影《汽車總動員2》所制作的开放世界竞速类游戏。本游戏由Avalanche Software制作、THQ发行。游戏于2011年在PlayStation 3、PlayStation Portable和任天堂DS发行。
游戏是一个第三人称的竞速游戏，玩家可以选择25个不同的角色进行游戏。
《赛车总动员2》到正面评价。Metacritic给予Xbox 360和PlayStation 3版本74/100和75/100的分数。